# Улица Каларанна
У́лица Ка́лара́нна (эст. Kalaranna tänav, с эст. — улица Рыбьего берега) — улица в Таллине, столице Эстонии. Проходит рядом с берегом Таллинского залива. Ведёт свою историю со второй половины XIX века.

## География
Пролегает в микрорайоне Каламая городского района Пыхья-Таллинн. Начинается от улицы Каласадама, пересекается с улицами Везиленнуки, Нооле, Леннусадама, Пеэтри и заканчивается на перекрёстке с улицей Тёэстузе.
Протяжённость — 1765 м.

## История
В 1828 году император Николай I утвердил план защиты Ревеля, в рамках которого началось строительство береговых защитных батарей, в том числе в районе современного Каламая. На этом месте ранее находились береговые укрепления, возведённые во времена шведского правления. Перед строительством массивного здания форта, которое началось в 1829 году, были снесены располагавшиеся здесь жилые дома и летние мызы. По плану здание должно было быть построено за 4 года, однако его возведение было завершено только в 1840 году. Бывший форт расположен по адресу ул. Каларанна 28. С 1920 года по 2002 год в казарме форта работала центральная городская тюрьма (в народе — Батарейная тюрьма). Форт, который был закрыт почти 200 лет, в настоящее время открыт для посетителей. 

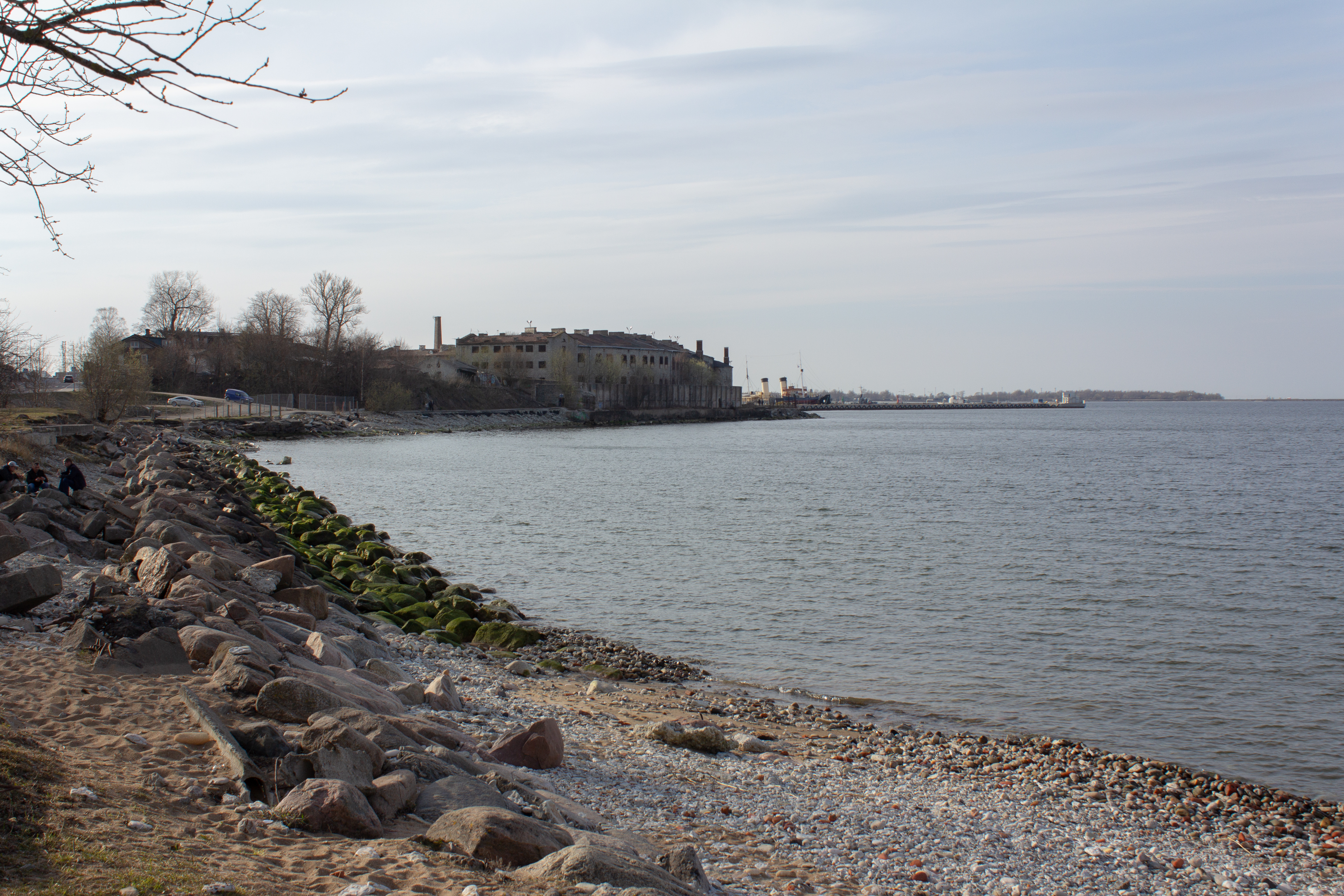
Пляж Каларанд, в центре на заднем плане — Батарейная тюрьма

В начале XX века улица носила название Береговая улица (нем. Uferstraße), а также улица Ранна (эст. Ranna tänav, нем. Strandstraße). Своё нынешнее название она получила 25 сентября 1959 года.
На бывшем вспомогательном отрезке Балтийской железной дороги в Таллинском порту, между улицами Каласадама и Тёэстусе, в 2000-х годах была построена улица, название которой впервые обсуждалось Таллинской городской управой в 2008 году. Поскольку новая улица частично расположена в русле старой улицы Каларанна, было решено оставить это название и изменить зону охвата улицы: в её состав вошла улица Калда (эст. Kalda tänav).
В конце 2010-х годов на улице начался снос старых складских и промышленных зданий и строительство квартирных домов. В 2015 году было построено продолжение улицы Каларанна по территории бывшего «Культурного километра».
В настоящее время улица представляет собой двухполосную дорогу с двусторонним движением, граничащую с дорогой для пешеходов и велосипедистов шириной четыре метра.

## Общественный транспорт
По улице проходит маршрут городского автобуса № 73.

## Застройка
Регистрационные номера улицы имеет небольшое число домов. Несколько домов, расположенных рядом с улицей, имеют регистрационные номера соседних улиц: Суур-Патарей, Вана-Каламая и Вибу. В начале улицы сохранился небольшой двухэтажный жилой дом 1889 года постройки (ул. Каларанна 4), который в настоящее время не используется.
Объект по адресу ул. Каларанна 8, строительство которого было завершено в 2021 году, — это комплексное строение, состоящее из двенадцати 5-этажных жилых домов с подземными этажами для парковки автомобилей.
Ведётся создание жилого квартала «Кюти» (Küti kvartal), который будет ограничен улицами Кюти, Каларанна и Ода. Его площадь составит 15 022 м², на которой в три этапа возводятся 7 малоэтажных квартирных домов. Первый этап строительство был закончен в конце 2020 года (дома по адресу ул. Ода 2 и ул. Ода 4). В ходе второго этапа будут построены дома ул. Каларанна 25, ул. Каларанна 27 и ул. Каларанна 29. На третьем этапе возведут дома ул. Каларанна 21 и ул. Каларанна 23.
Расположенный рядом с Батарейным фортом, на углу улиц Каларанна и Суур-Патарей, бывший хлебозавод, построенный в 1899 году для нужд военного гарнизона, будет перестроен в квартирный дом. Запланировано строительство жилых домов за Батарейным фортом (ул. Везиленнуки 2).
В связи с бурным развитием микрорайона Каламая в Таллинском городском собрании в 2015 году состоялся круглый стол по вопросу детальной планировки вокруг порта Каласадам, куда были приглашены представители фракций городского собрания, Департамента городского планирования, застройщика и общественных объединений. В связи со строительством порта Каласадам летом 2014 года расположенный рядом с улицей Каларанна пляж Каларанд был закрыт забором, что вызвало негодование местных жителей. Против строительства порта было собрано почти 2000 подписей.

## Памятники архитектуры

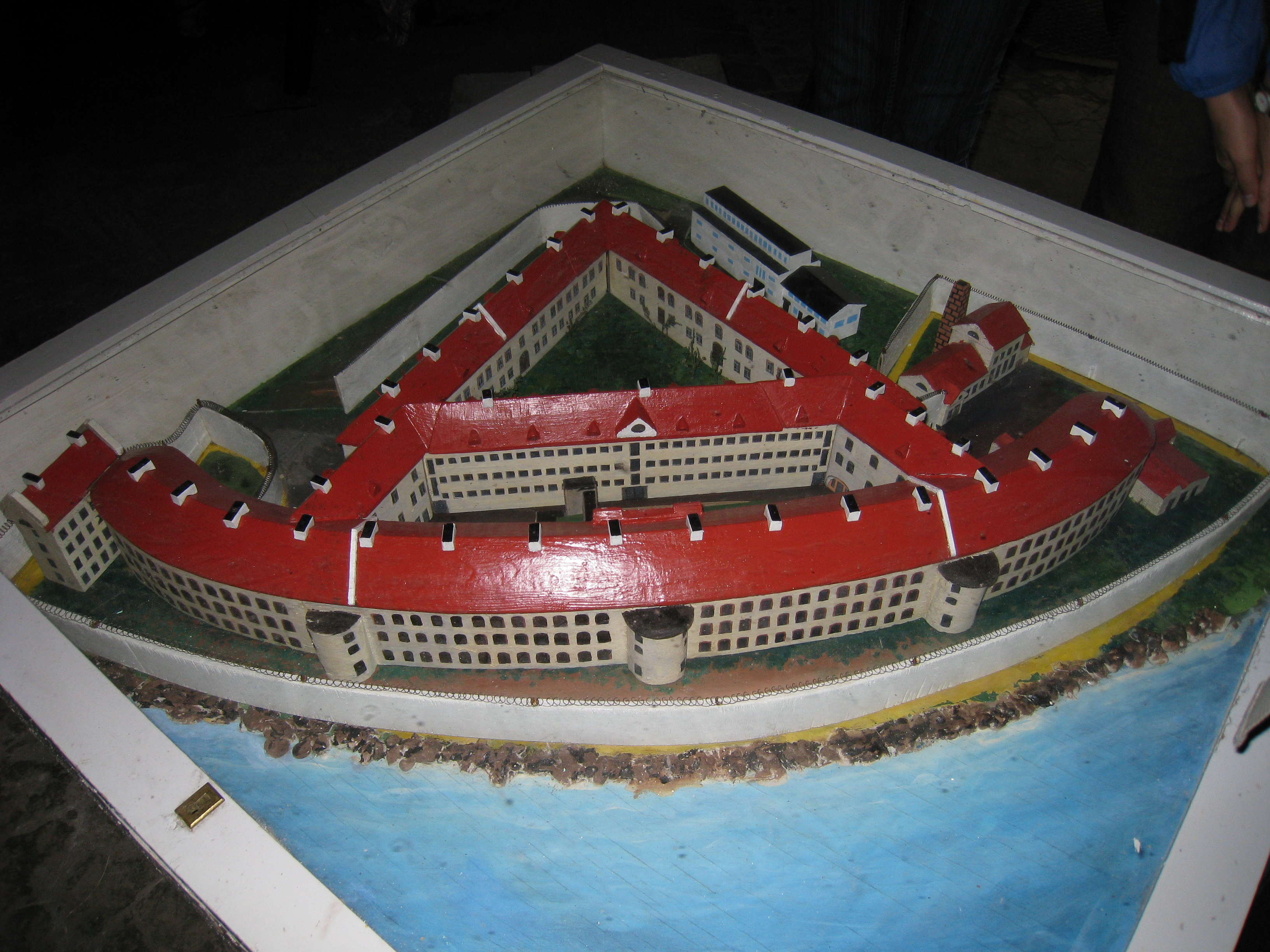
Модель защитной казармы (изображает Центральную тюрьму с постройками более позднего времени)

- Kalaranna tn 28 — защитная казарма

Здание с примечательной архитектурой и масштабностью; образец творчества архитекторов Этьена-Луи Булле и Клода-Николя Леду.
Строение состоит из дугообразной части (горжи) и остроугольной части (люнета). Горжа выполнена в стиле классицизма с рустикальным цокольным этажом и симметрично расположенным оконным рядом. Здание имеет лаконичную архитектуру, только выходящий к морю фасад украшен тремя полубашнями. Внесено в Государственный регистр памятников культуры Эстонии в 1999 году. По состоянию на 9 ноября 2021 года здание находилось на реставрации;
- Kalaranna tn 28 — мортирная батарея защитной казармы

Батарея должна была обеспечивать дополнительную защиту форта с тыла. Она придавала всей защитной системе завершённый и закрытый вид. Здание предельно лаконично по своей архитектуре, в строительстве использовались плитняк и красный кирпич. При инспектировании 7 мая 2020 года его состояние было признано плохим.

Улица Каларанна
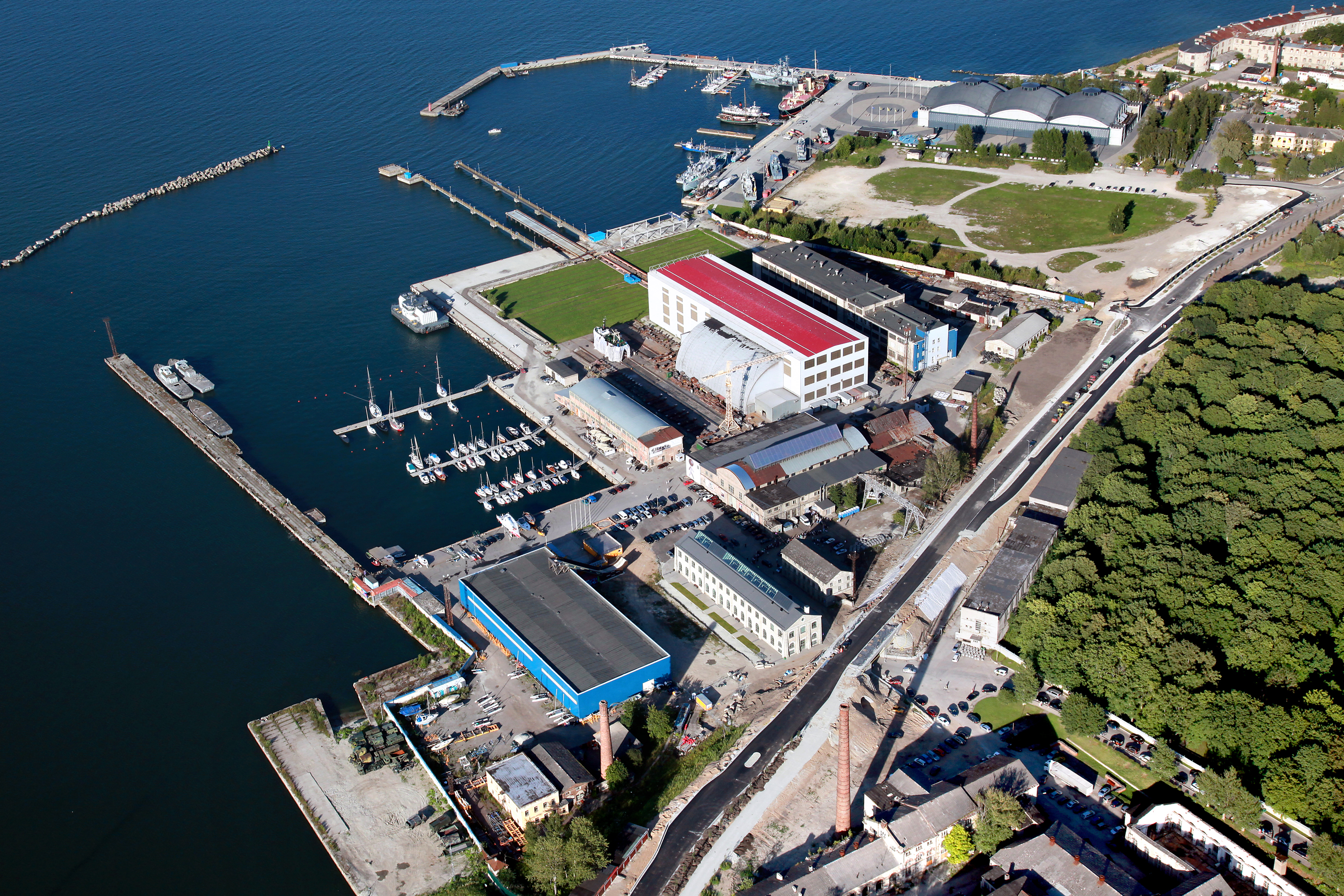
Вид с воздуха на улицу возле бывшего завода «Ноблесснер»
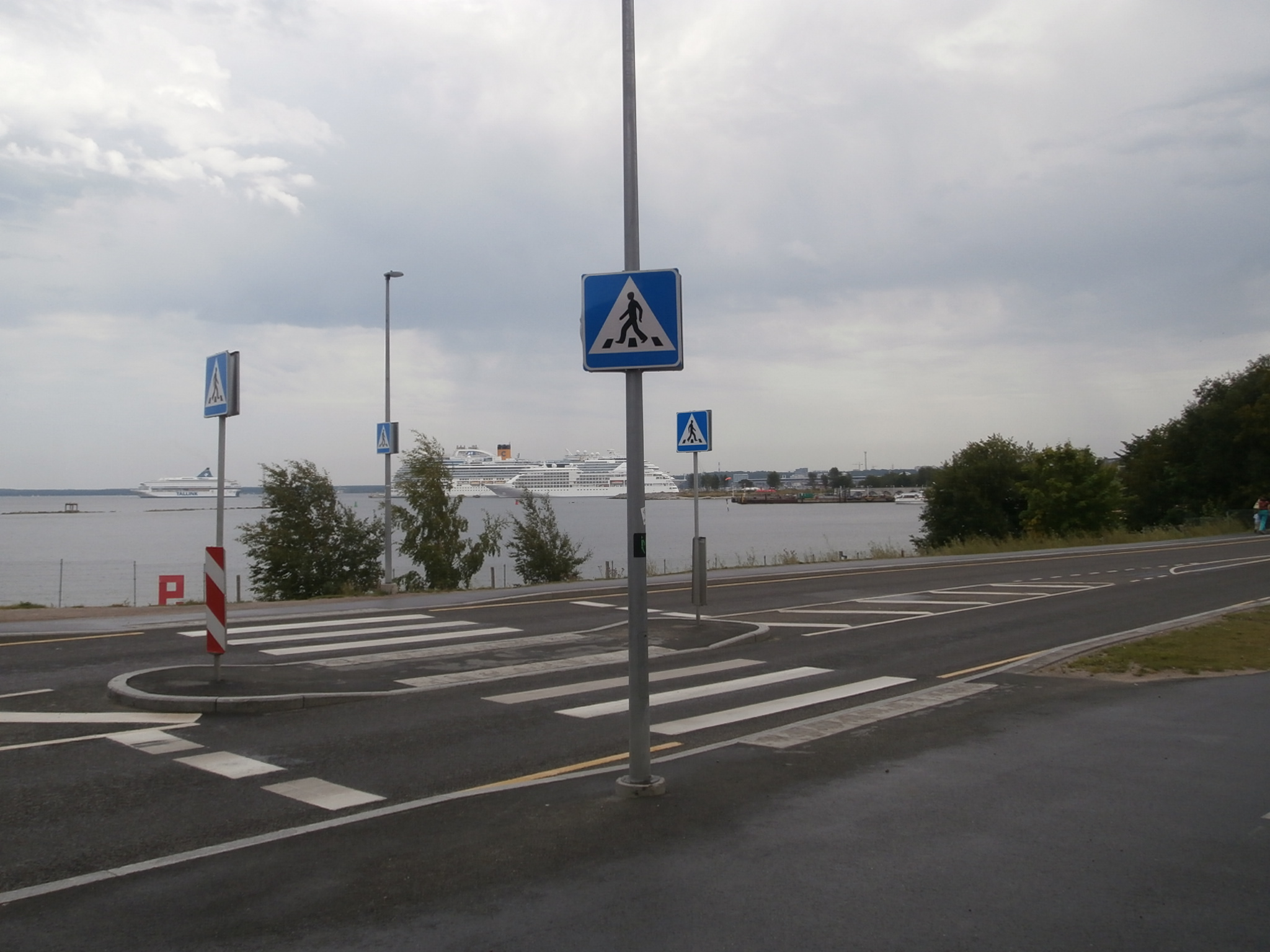
Пешеходный переход с видом на Таллинский пассажирский порт
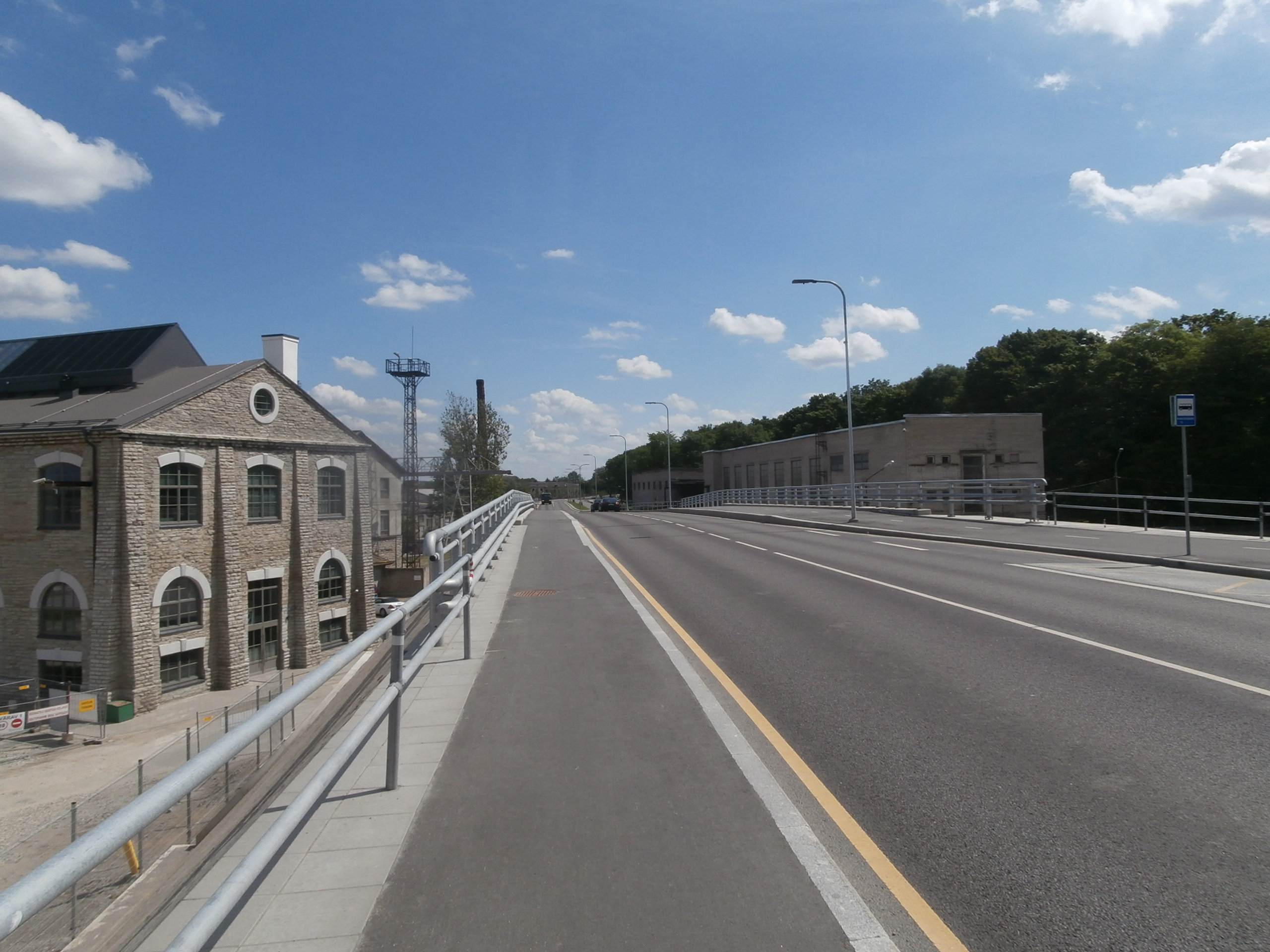
Реконструированный виадук над бывшей железной дорогой завода «Ноблесснер», 2016 год
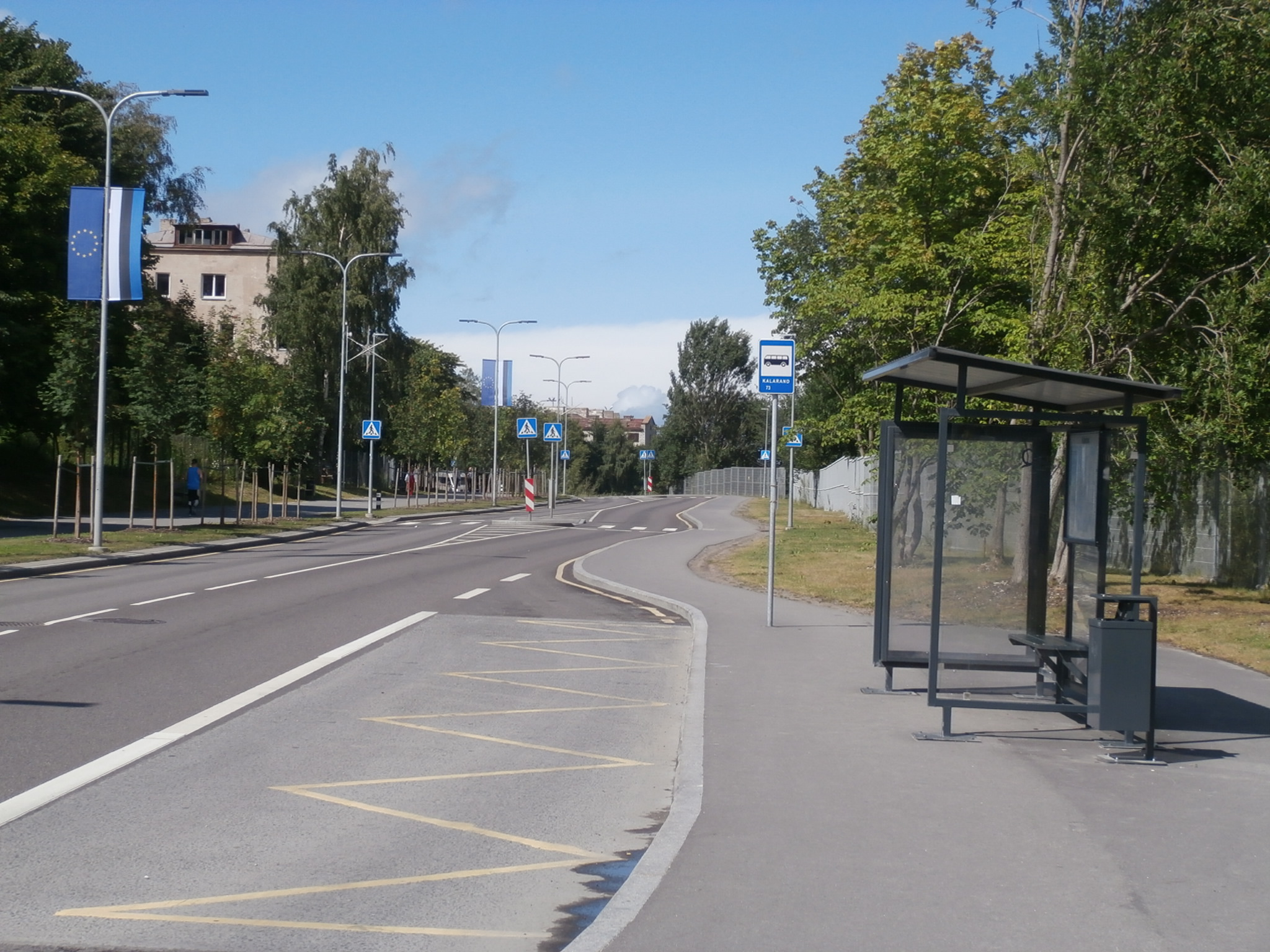
Автобусная остановка «Kalarand»
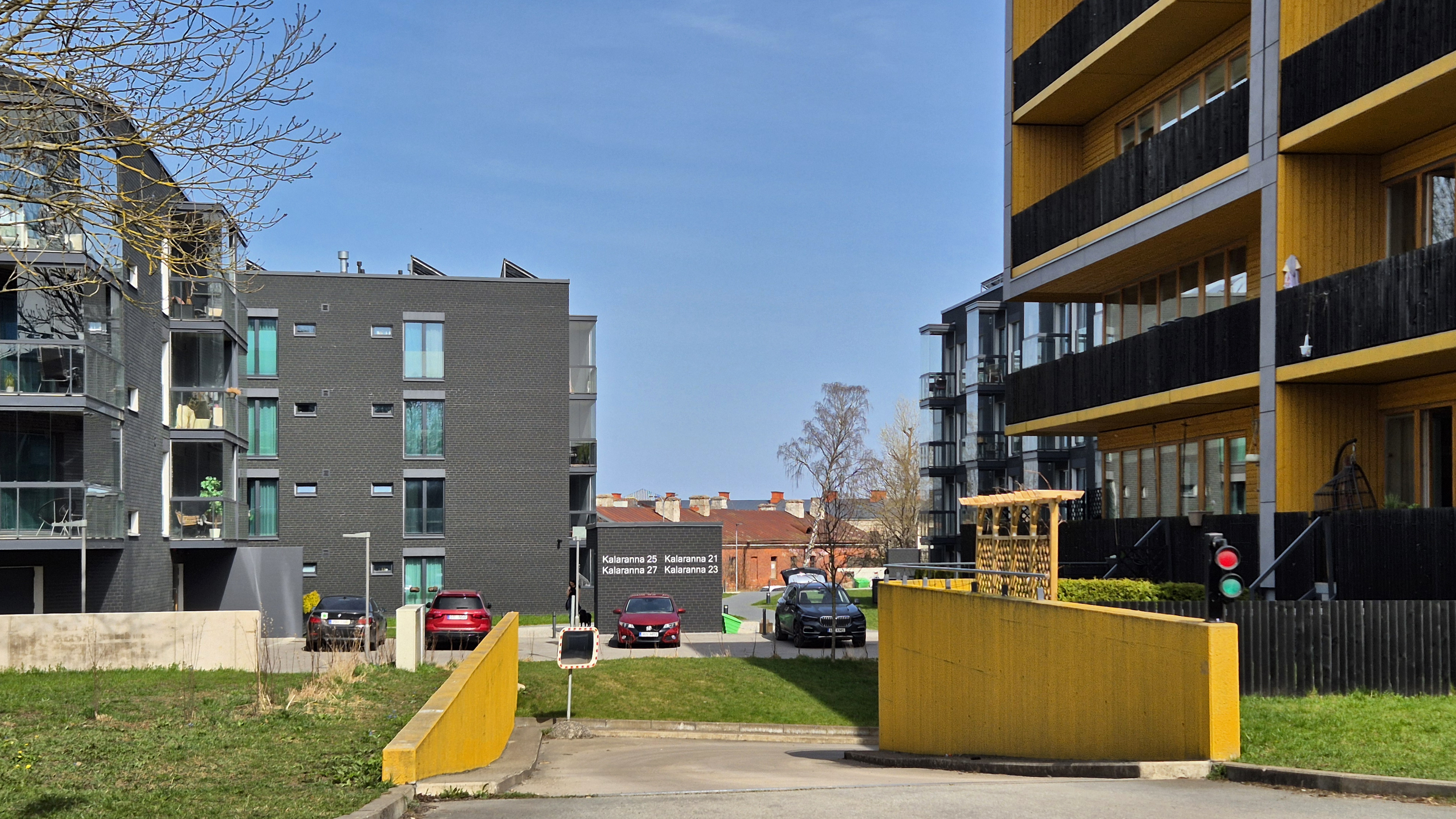
Новые жилые дома (квартал «Кюти»)